# Club Atlético Banco de la Nación Argentina
Il Club Atlético Banco de la Nación Argentina è una società polisportiva di Buenos Aires.
Fondato nel 1909 come appendice dopolavoristica del Banco de la Nación Argentina (istituto di credito a capitale interamente statale), amministra varie discipline, tra cui hockey su prato e rugby a 15.
L'acronimo del club è CABNA, ma normalmente ci si riferisce ad esso come Banco Nación; la sede amministrativa del club è nel dipartimento di Vicente López (provincia di Buenos Aires), e il terreno di gioco, il complesso sportivo Leopoldo Julián Gutiérrez, si trova nel dipartimento di Tigre, nella stessa provincia.
La sezione di rugby ha vinto due volte il campionato URBA, nel 1986 e nel 1989.

## Storia
Il club nacque nel 1909 su iniziativa di alcuni impiegati del Banco de la Nación Argentina di Buenos Aires che, nel corso delle discussioni durante le pause dal lavoro, ebbero l'idea di creare un circolo ricreativo sportivo al fine di incrementare lo spirito di gruppo; l'iniziativa fu condivisa da altri colleghi e, in breve, si formò un nucleo di 45 persone che illustrarono la proposta al presidente della banca, Ramón Santamarina; questi, entusiasta del progetto, lo sostenne anche economicamente, finanziandolo con 15.000 pesos dell'epoca.
Grazie a tale sostegno il Club Atlético Banco de la Nación Argentina vide la luce il 12 ottobre 1909, al termine dell'assemblea costitutiva cui presero parte 100 soci fondatori; la somma messa a disposizione dalla banca fu utilizzata per acquistare un terreno su cui fu costruito un campo da calcio ed edificata una tribuna; più tardi, nel 1915, il club vendette tale terreno per spostarsi in un altro quartiere.
Dopo un ulteriore trasferimento nel 1922, nel 1928 si giunse alla sistemazione attuale: fu acquistato un terreno di 28.000 m² in località Vicente López, in provincia di Buenos Aires, che in seguito fu ampliato tramite acquisti e annessioni per ospitare le varie discipline sportive nelle quali il club andava con il tempo impegnandosi.
L'inaugurazione ufficiale dell'impianto avvenne il 22 marzo 1931.

### Il rugby
Benché il rugby fosse arrivato molto presto tra le discipline amministrate dal club, cionondimeno la prima squadra militò, nei suoi primi decenni d'attività, tra la seconda e la terza divisione dell'URBA, il campionato dell'Unione rugbistica di Buenos Aires, il più rilevante del Paese; nel 1945 la sezione rugby si sciolse per ragioni extrasportive, il che diede avvio a una diaspora di giocatori verso altri club; per iniziativa di un ex giocatore del club, Leopoldo Julián Gutiérrez, la squadra fu ricreata nel 1950, e nel 1952 lo stesso Gutiérrez ne divenne presidente.
Questi, in seguito, divenne anche dirigente e collaboratore dell'Unión Argentina de Rugby nonché membro della commissione disciplinare dell'Unión de Rugby de Buenos Aires (URBA).
Durante la presidenza Gutiérrez, durata 45 anni, il club raggiunse i suoi più grandi successi: oltre all'arrivo in prima divisione URBA nel 1971, si registrano la conquista di due campionati nel 1986 e nel 1989, e la formazione di numerosi elementi che andarono a costituire l'ossatura della Nazionale argentina, primo tra tutti Hugo Porta, considerato il miglior giocatore del suo Paese e tra i migliori mediani d'apertura in assoluto della storia del rugby, Fabio Gómez e Fabián Turnes, i quali fecero parte dei Pumas alla Coppa del Mondo di rugby 1987, la prima edizione di tale torneo.

### "El Día del Rugby"
L'impresa più memorabile realizzata dal Banco Nación, tanto da avere istituito un giorno speciale per commemorarne la ricorrenza, risale al 14 luglio 1990: in tale data la squadra, capitanata da Hugo Porta, sconfisse 29-21 l'Inghilterra in tour in Sudamerica; fu la prima (e a tutt'oggi unica) volta che una squadra di club batté la rappresentativa nazionale inglese; con tale vittoria, inoltre, il Banco Nación divenne l'unica squadra di club al mondo ad avere battuto due rappresentative nazionali (l'altra fu il Canada).
Per commemorare l'evento, il comitato direttivo del club accolse la proposta del sottocomitato rugbistico di istituire il Día del Rugby del C.A.B.N.A. (Giorno del Rugby del C.A.B.N.A.), da celebrarsi ogni anno il 14 luglio con l'intento di mostrare un esempio di valore e di sportività ai giovani che iniziano la loro carriera nel club.

## Stemma e colori sociali

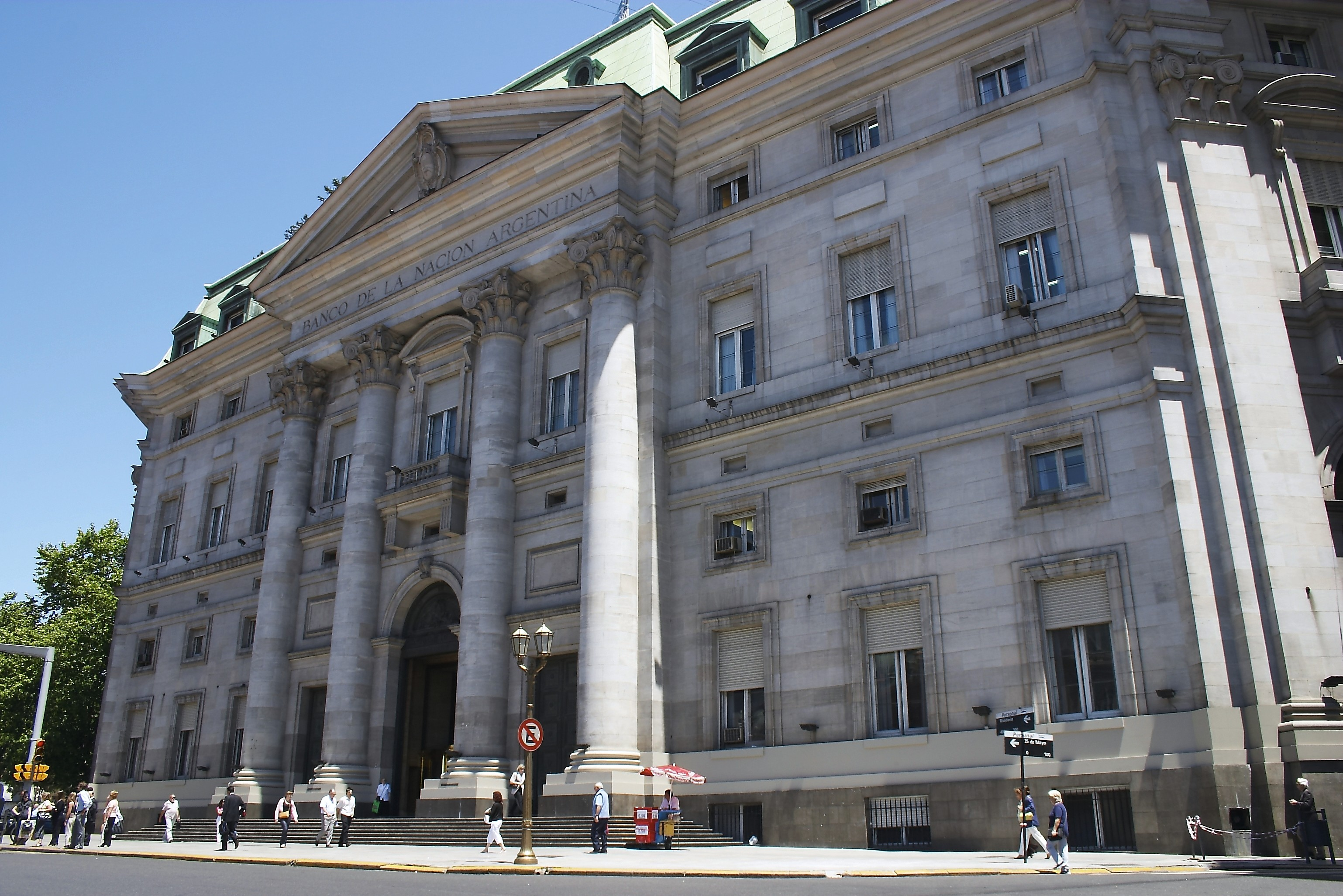
Facciata della sede del Banco de la Nación Argentina a Buenos Aires

I colori sociali del club sono il bianco e il celeste, ripresi da quelli della banca di cui il club è l'emanazione sportiva.
Lo stemma del club è uno scudo che richiama nella forma il logo della banca, ispirato a sua volta al colonnato della sua sede centrale sita in plaza de Mayo a Buenos Aires: nel logo del club il colonnato è reso in forma di scudo a righe verticali, le cui due centrali sono bianca e celeste.
Lo scudo è poi inscritto in un cerchio, lungo la cui circonferenza è riportato il nome del club in blu scuro.
Le maglie di gioco, per tutte le discipline, sono bianche a strisce orizzontali celesti; le tenute di rugby, sia la principale che quella alternativa, prevedono pantaloncini e calzettoni blu scuro.
La maglia della seconda tenuta è invece marrone - bordeaux, con una larga striscia orizzontale sul petto ornata da due strette strisce celesti.
Al centro della banda bianca, sul petto, compare in stampatello la scritta BANCO NACION.

## Palmarès

### Rugby
- Campionati URBA: 2
1986, 1989

## Giocatori di rilievo

### Rugby
- Hugo Porta
- Francisco Rubio
- Fabián Turnes